# Hecla and Griper Bay
Hecla and Griper Bay är en vik i Kanada.   Den ligger i territorierna Nunavut och Northwest Territories i den norra delen av landet, 3 800 km nordväst om huvudstaden Ottawa.
Trakten runt Hecla and Griper Bay är nära nog obefolkad, med mindre än två invånare per kvadratkilometer.